# Huberville
Huberville település Franciaországban, Manche megyében. Lakosainak száma 361 fő (2022. január 1.). Huberville Tamerville, Flottemanville, Saint-Cyr, Saint-Germain-de-Tournebut, Sortosville és Valognes községekkel határos.

## Népesség
A település népességének változása:
| Lakosok száma | 246  | 248  | 241  | 329  | 364  | 370  | 369  | 365  | 363  | 361  |
|               | 1968 | 1982 | 1990 | 2006 | 2013 | 2015 | 2017 | 2019 | 2020 | 2022 |